# Thiago Alcántara
Pour les articles homonymes, voir Alcantara.
Thiago Alcántara do Nascimento, ou simplement Thiago, né le 11 avril 1991 à Lecce en Italie, est un footballeur international espagnol qui évoluait au poste de milieu de terrain. Il possède les nationalités espagnole, italienne et brésilienne.
Il est le fils de l'ancien international brésilien Mazinho et le frère de Rafael Alcántara, ainsi que le cousin de Rodrigo, joueur de Al-Rayyan SC.

## Biographie

### Carrière en club
Thiago Alcántara naît en 1991 à Lecce en Italie, alors que son père Mazinho joue pour l'US Lecce. Sa mère est Valéria Alcántara, une ancienne joueuse de volley-ball brésilienne. Très jeune, Thiago part vivre avec sa mère au Brésil où il commence à jouer au football dans l'équipe alevin de Flamengo.
À l'âge de cinq ans, Thiago Alcántara déménage en Galice en Espagne avec son père lorsque celui-ci est recruté par le Celta de Vigo. Thiago joue alors dans le club d'Ureca à Nigrán. C'est dans ce club qu'il se fait remarquer des grandes équipes, telles que le Celta de Vigo, le Real Madrid et le Deportivo La Corogne. Il décide finalement d'aller jouer au FC Barcelone. Il rejoint La Masía et s'incorpore à l'équipe des cadets en 2004.

#### FC Barcelone
En 2006, le footballeur passe dans l'équipe junior. Il joue la saison 2006-2007 à cheval entre l'équipe junior et la deuxième équipe du Barça, le Barcelona Atlètic, alors entraînée par Pep Guardiola. Le Barça Atlètic parvient à monter en Segunda División B. Les excellentes prestations de Thiago Alcántara ne passent pas inaperçues des grands clubs européens et Chelsea tente de le recruter alors que le joueur n'a que seize ans. Cependant, l'athlète préfère rester à Barcelone. Lors de la saison 2008-2009, il fait partie intégrante de la deuxième équipe du Barça qui est désormais entraînée par Luis Enrique.
Le 17 mai 2009, Thiago Alcántara fait ses débuts en première division face au RCD Majorque lors de la 36e journée du championnat. Le 19 août, il dispute la deuxième mi-temps du Trophée Joan Gamper au Nou Camp face à Manchester City.
Depuis le 29 décembre 2009, le footballeur s'entraîne avec la première équipe du FC Barcelone. Il est titularisé le 6 janvier 2010 lors du match aller de 8èmes de finale de la Coupe du Roi face à Séville. Le 20 février 2010, Thiago, entré en jeu à la place de Yaya Touré, marque son premier but en championnat avec l'équipe première du FC Barcelone face au Racing Santander, sur une passe de Lionel Messi.
Le milieu de terrain contribue à la promotion en Segunda División (D2) du Barça Atlètic lors de la saison 2009-2010.
Le 17 janvier 2011, le FC Barcelone annonce sur son site que Thiago fera partie à tous les effets de la première équipe du Barça à partir de juin 2011. Le 2 février 2011, le joueur marque son premier but de la saison 2010-2011 à la 56e minute face à Almería en Coupe du Roi où le Barca l'emporte par 3 à 0. En juin 2011, il prolonge son contrat avec le FC Barcelone jusqu'en 2015 assorti d'une clause libératoire de 90 millions d'euros.
En 2011, le milieu remporte cinq titres avec le FC Barcelone dont la Ligue des champions, la Liga et la Coupe du monde des clubs. Il fait partie du onze initial en finale de la Coupe du monde des clubs.

#### Bayern Munich
Le 16 juillet 2013, Thiago Alcántara rejoint le Bayern Munich pour un montant de 24.5 millions d'euros. Il rejoint Pep Guardiola qui l'avait lancé en équipe première au FC Barcelone.
Le 24 août 2013, l'athlète se fracture la cheville, ce qui le rend indisponible jusqu'en novembre.
Le 29 mars 2014, il souffre d'une déchirure partielle des ligaments internes du genou qui le laisse indisponible entre 4 et 6 semaines.
Le 15 mai 2014, le club bavarois informe que l'international espagnol sera indisponible pour la finale de la Coupe d'Allemagne face au Borussia Dortmund ainsi que pour la Coupe du monde au Brésil.
Entre 2015 et 2018, Thiago Alcántara joue peu au Bayern Munich, à cause notamment de la concurrence à son poste d'Arturo Vidal et de Xabi Alonso, recrutés respectivement en provenance de la Juventus et du Real Madrid par l'entraîneur catalan Pep Guardiola afin de pallier ses nombreuses absences pour cause de blessures. Son successeur Carlo Ancelotti semble par ailleurs privilégier cette même doublette.
Durant la saison 2019-2020 du Bayern Munich, en championnat comme en Ligue des Champions, le footballeur s'est montré particulièrement décisif dans la conquête du titre bavaroise, grâce à son intelligence de jeu et son rôle de sentinelle, tout d'abord sous les ordres de l'entraîneur croate Niko Kovač, puis par Hansi Flick lors de sa prise de fonction le 3 novembre 2019.
Thiago est titulaire pendant la finale de la Ligue des Champions 2019-2020 gagnée 1-0 face au Paris Saint-Germain, et réalise un bon match avant de sortir à la 86e minute au profit de Corentin Tolisso.
Devenu un maître à jouer aux côtés des internationaux allemands Joshua Kimmich et Thomas Müller, le milieu bavarois s'illustre notamment par sa capacité de projection vers l'avant et par la précision de ses passes, avec un total de 90% de passes réussites depuis ses débuts en Bundesliga avec le Bayern Munich.

#### Liverpool FC
Le 18 septembre 2020, Thiago Alcántara s'engage au Liverpool FC et échoit du numéro 6, le même que durant son passage au Bayern. Bien que non révélé par le club, la durée du contrat du joueur est de quatre ans et le montant du transfert est estimé aux alentours de 30 millions d'euros.
Jürgen Klopp convoque le footballeur deux jours plus tard pour le match de la deuxième journée de Premier League face à Chelsea. Il remplace le capitaine Jordan Henderson en seconde période et se montre à l'aise dans le jeu, complétant 75 passes, un total supérieur à tous les joueurs adverses sur le match et un record sur une mi-temps depuis l'apparition des statistiques en 2002-03. Toutefois, Alcántara provoque un penalty que sauve Alisson et Liverpool s'impose 0-2.
En 2024, en fin de contrat avec les Reds, le club annonce son départ puis annonce sa retraite le 7 juillet 2024.

### Reconversion
Le 17 juillet 2024, il rejoint le staff technique du FC Barcelone de Hansi Flick, homme qu'il a connu au FC Bayern Münich, pour acquérir de l'expérience. Il a effectué son stage sous la direction de Hansi Flick pour obtenir sa licence d'entraîneur,. Le 16 août 2024, il quitte finalement son poste.

### Équipe nationale

Thiago Alcántara, bien que sélectionnable par le Brésil ou même l'Italie, choisit de jouer pour l'équipe nationale d'Espagne, avec laquelle il a déjà disputé de nombreuses rencontres en junior et en espoir. Il remporte d'ailleurs le Championnat d'Europe des moins de 17 ans en 2008. En 2010, l'Espagne, avec lui, est finaliste du Championnat d'Europe des moins de 19 ans qui se dispute en France, championnat perdu contre l'équipe locale.
En septembre 2010, le milieu joue son premier match avec l'équipe d'Espagne des moins de 21 ans contre les Pays-Bas. En juin 2011, l'athlète remporte le Championnat d'Europe espoirs avec l'équipe d'Espagne contre la Suisse, finale au cours de laquelle il est l'auteur d'un but depuis 40 mètres pour une victoire 2-0.
Alcántara dispute son premier match avec l'Espagne de Vicente del Bosque le 10 août 2011 lors d'un match amical face à l'Italie dans la ville de Bari où il est né. Il entre sur le terrain à la 47e minute à la place d'Andrés Iniesta. Son premier match officiel a lieu contre le Liechtenstein le 6 septembre 2011, match comptant pour la 8e journée des éliminatoires de l'Euro 2012 et au cours duquel il entre à la 55e minute en remplacement de Sergio Ramos.
En juin 2013, l'international espagnol remporte à nouveau le Championnat d'Europe espoirs 2013 avec l'équipe d'Espagne dont il est le capitaine, il se distingue notamment en devenant le premier joueur à inscrire un triplé en finale de l'épreuve face à l'Italie.
Membre d'une liste provisoire de 25 joueurs espagnols sélectionnés pour disputer l'Euro 2016, il fait partie de la liste définitive de 23 joueurs annoncée le 31 mai.
Le footballeur fait partie de la liste de 24 joueurs établie par le sélectionneur Luis Enrique pour l'Euro 2020, mais pas pour la Coupe du monde 2022 où il est blessé.

### Liens de parenté
Bien que portant le même nom que l'un des meilleurs buteurs de l'histoire du FC Barcelone, Thiago n'a aucun lien de parenté avec Paulino Alcántara.
Rafael Alcántara, surnommé Rafinha, son frère cadet né en 1993, joue avec l'équipe Al-Arabi SC. Le 12 février 2011, Thiago et Rafinha sont titularisés ensemble pour la première fois avec l'équipe réserve, le FC Barcelone B.
Le 6 décembre 2011, ils sont titularisés pour la première fois en Ligue des champions face au Bate Borisov dans le dernier match de la phase de groupe. Les deux frères sont de nouveau titularisés en Ligue des champions le 5 décembre 2012 face à Benfica, équipe dans laquelle joue leur cousin Rodrigo.

## Statistiques
| Saison                | Club                  | Championnat           | Championnat | Championnat | Championnat | Coupe(s) nationale(s) | Coupe(s) nationale(s) | Coupe(s) nationale(s) | Supercoupe | Supercoupe | Supercoupe | Compétition(s) continentale(s) | Compétition(s) continentale(s) | Compétition(s) continentale(s) | Compétition(s) continentale(s) | Barrages | Barrages | Barrages | Coupe du monde des clubs | Coupe du monde des clubs | Coupe du monde des clubs | Espagne | Espagne | Espagne | Total | Total | Total |
| Saison                | Club                  | Division              | M.          | B.          | P.d.        | M.                    | B.                    | P.d.                  | M.         | B.         | P.d.       | Comp.                          | M.                             | B.                             | P.d.                           | M.       | B.       | P.d.     | M.                       | B.                       | P.d.                     | M.      | B.      | P.d.    | M.    | B.    | P.d.  |
| 2007-2008             | FC Barcelone B        | Tercera División      | 5           | 0           | -           | -                     | -                     | -                     | -          | -          | -          | -                              | -                              | -                              | -                              | -        | -        | -        | -                        | -                        | -                        | -       | -       | -       | 5     | 0     | 0     |
| 2008-2009             | FC Barcelone B        | Segunda División B    | 25          | 0           | -           | -                     | -                     | -                     | -          | -          | -          | -                              | -                              | -                              | -                              | -        | -        | -        | -                        | -                        | -                        | -       | -       | -       | 25    | 0     | 0     |
| 2009-2010             | FC Barcelone B        | Segunda División B    | 13          | 2           | -           | -                     | -                     | -                     | -          | -          | -          | -                              | -                              | -                              | -                              | 5        | 1        | -        | -                        | -                        | -                        | -       | -       | -       | 18    | 3     | 0     |
| 2010-2011             | FC Barcelone B        | Segunda División      | 11          | 0           | 6           | -                     | -                     | -                     | -          | -          | -          | -                              | -                              | -                              | -                              | -        | -        | -        | -                        | -                        | -                        | -       | -       | -       | 11    | 0     | 6     |
| Sous-total            | Sous-total            | Sous-total            | 54          | 2           | 6           | -                     | -                     | -                     | -          | -          | -          | -                              | -                              | -                              | -                              | 5        | 1        | -        | -                        | -                        | -                        | -       | -       | -       | 59    | 3     | 6     |
| 2008-2009             | FC Barcelone          | Liga                  | 1           | 0           | 0           | 0                     | 0                     | 0                     | -          | -          | -          | C1                             | 0                              | 0                              | 0                              | -        | -        | -        | -                        | -                        | -                        | -       | -       | -       | 1     | 0     | 0     |
| 2009-2010             | FC Barcelone          | Liga                  | 1           | 1           | 0           | 1                     | 0                     | 0                     | 0          | 0          | 0          | C1                             | 0                              | 0                              | 0                              | -        | -        | -        | -                        | -                        | -                        | -       | -       | -       | 2     | 1     | 0     |
| 2010-2011             | FC Barcelone          | Liga                  | 12          | 2           | 0           | 3                     | 1                     | 2                     | 0          | 0          | 0          | C1                             | 1                              | 0                              | 1                              | -        | -        | -        | -                        | -                        | -                        | -       | -       | -       | 16    | 3     | 3     |
| 2011-2012             | FC Barcelone          | Liga                  | 27          | 2           | 3           | 8                     | 2                     | 0                     | 1          | 0          | 0          | C1                             | 7                              | 0                              | 1                              | -        | -        | -        | 2                        | 0                        | 0                        | 3       | 0       | 0       | 48    | 4     | 4     |
| 2012-2013             | FC Barcelone          | Liga                  | 27          | 2           | 5           | 7                     | 1                     | 0                     | 1          | 0          | 0          | C1                             | 2                              | 0                              | 0                              | -        | -        | -        | -                        | -                        | -                        | -       | -       | -       | 37    | 3     | 5     |
| Sous-total            | Sous-total            | Sous-total            | 68          | 7           | 8           | 19                    | 4                     | 2                     | 2          | 0          | 0          | -                              | 10                             | 0                              | 2                              | -        | -        | -        | 2                        | 0                        | 0                        | 3       | 0       | 0       | 104   | 11    | 12    |
| 2013-2014             | Bayern Munich         | Bundesliga            | 16          | 2           | 4           | 2                     | 0                     | 0                     | 1          | 0          | 0          | C1                             | 4                              | 0                              | 0                              | -        | -        | -        | 2                        | 1                        | 1                        | 2       | 0       | 0       | 27    | 3     | 5     |
| 2014-2015             | Bayern Munich         | Bundesliga            | 7           | 0           | 0           | 2                     | 0                     | 0                     | 0          | 0          | 0          | C1                             | 4                              | 2                              | 1                              | -        | -        | -        | -                        | -                        | -                        | 0       | 0       | 0       | 13    | 2     | 1     |
| 2015-2016             | Bayern Munich         | Bundesliga            | 27          | 2           | 3           | 5                     | 1                     | 0                     | 1          | 0          | 0          | C1                             | 9                              | 1                              | 4                              | -        | -        | -        | -                        | -                        | -                        | 7       | 0       | 1       | 49    | 4     | 8     |
| 2016-2017             | Bayern Munich         | Bundesliga            | 27          | 6           | 5           | 4                     | 1                     | 1                     | 1          | 0          | 0          | C1                             | 9                              | 2                              | 3                              | -        | -        | -        | -                        | -                        | -                        | 9       | 0       | 0       | 50    | 9     | 9     |
| 2017-2018             | Bayern Munich         | Bundesliga            | 19          | 2           | 2           | 3                     | 2                     | 2                     | 0          | 0          | 0          | C1                             | 10                             | 3                              | 0                              | -        | -        | -        | -                        | -                        | -                        | 10      | 2       | 0       | 42    | 9     | 4     |
| 2018-2019             | Bayern Munich         | Bundesliga            | 30          | 2           | 6           | 6                     | 0                     | 0                     | 1          | 1          | 0          | C1                             | 5                              | 0                              | 1                              | -        | -        | -        | -                        | -                        | -                        | 3       | 0       | 1       | 45    | 3     | 8     |
| 2019-2020             | Bayern Munich         | Bundesliga            | 24          | 3           | 0           | 5                     | 0                     | 0                     | 1          | 0          | 0          | C1                             | 10                             | 0                              | 2                              | -        | -        | -        | -                        | -                        | -                        | 3       | 0       | 0       | 43    | 3     | 2     |
| Sous-total            | Sous-total            | Sous-total            | 150         | 17          | 20          | 27                    | 4                     | 3                     | 5          | 1          | 0          | -                              | 51                             | 8                              | 11                             | -        | -        | -        | 2                        | 1                        | 1                        | 34      | 2       | 2       | 269   | 33    | 37    |
| 2020-2021             | Liverpool FC          | Premier League        | 24          | 1           | 0           | 2                     | 0                     | 0                     | 0          | 0          | 0          | C1                             | 4                              | 0                              | 0                              | -        | -        | -        | -                        | -                        | -                        | 5       | 0       | 0       | 35    | 1     | 0     |
| 2021-2022             | Liverpool FC          | Premier League        | 25          | 1           | 4           | 5                     | 0                     | 1                     | -          | -          | -          | C1                             | 10                             | 1                              | 0                              | -        | -        | -        | -                        | -                        | -                        | -       | -       | -       | 40    | 2     | 5     |
| 2022-2023             | Liverpool FC          | Premier League        | 18          | 0           | 0           | 4                     | 0                     | 1                     | 1          | 0          | 0          | C1                             | 5                              | 0                              | 0                              | -        | -        | -        | -                        | -                        | -                        | -       | -       | -       | 28    | 0     | 1     |
| 2023-2024             | Liverpool FC          | Premier League        | 1           | 0           | 0           | -                     | -                     | -                     | -          | -          | -          | C3                             | -                              | -                              | -                              | -        | -        | -        | -                        | -                        | -                        | -       | -       | -       | 1     | 0     | 0     |
| Sous-total            | Sous-total            | Sous-total            | 68          | 2           | 4           | 11                    | 0                     | 2                     | 0          | 0          | 0          | -                              | 19                             | 1                              | 0                              | -        | -        | -        | -                        | -                        | -                        | 5       | 0       | 0       | 103   | 3     | 6     |
| Total sur la carrière | Total sur la carrière | Total sur la carrière | 340         | 28          | 38          | 57                    | 8                     | 7                     | 7          | 1          | 0          | -                              | 80                             | 9                              | 13                             | 5        | 1        | -        | 4                        | 1                        | 1                        | 46      | 2       | 2       | 539   | 50    | 61    |

## Palmarès

### Avec le FC Barcelone
- Champion d'Espagne en 2009, 2010, 2011 et 2013
- Vainqueur de la Coupe du Roi en 2012
- Vainqueur de la Supercoupe d'Espagne en 2010 et 2011
- Vainqueur de la Ligue des champions en 2009, 2011
- Vainqueur de la Supercoupe de l'UEFA en 2011
- Vainqueur Coupe du monde des clubs en 2011.

### Avec le Bayern Munich
- Champion d'Allemagne en 2014, 2015, 2016, 2017, 2018, 2019 et 2020
- Vainqueur de la Coupe d'Allemagne en 2016, 2019 et 2020
- Vainqueur de la Coupe du monde des clubs de la FIFA en 2013
- Vainqueur de la Ligue des champions en 2020

### Avec Liverpool
- Vainqueur de la Coupe de la Ligue anglaise en 2022 et 2024.
- Vainqueur de la Coupe d'Angleterre en 2022.
- Vainqueur du Community Shield en 2022.
- Finaliste de Ligue des champions en 2022

### Avec l'Espagne
- Champion d'Europe des moins de 17 ans en 2008
- Finaliste du championnat d'Europe des moins de 19 ans en 2010
- Champion d'Europe espoirs en 2011 et 2013

### Distinctions individuelles
- Meilleur joueur du Championnat d'Europe espoirs en 2013
- Membre de l'équipe type de la Ligue des champions de l'UEFA en 2020
- Membre de l'équipe type de la FIFA FIFPro World11 en 2020
- Membre de l'équipe-type de l'année UEFA en 2020
- Membre de l’équipe type de la Premier League en 2022